# Bezirk Wolfsberg
Der Bezirk Wolfsberg ist ein politischer Bezirk des österreichischen Bundeslands Kärnten.

## Geographie
Der Bezirk liegt im Lavanttal im Osten Kärntens in der Region Unterkärnten; Koralpe und Packalpe bilden die Grenze zur Steiermark. Der Bezirk Wolfsberg wird durchzogen vom Fluss Lavant, der bei Lavamünd in die Drau mündet. Der südliche Teil des Bezirkes ist eingebettet zwischen Klippenzone und Saualpe. Der nördliche Teil des Bezirkes liegt zwischen der Packalpe und den Seetaler Alpen und grenzt im Norden an den Obdacher Sattel.
Fast sechzig Prozent der Bezirksfläche sind bewaldet, mehr als ein Viertel wird landwirtschaftlich genutzt.

### Angrenzende Gebietskörperschaften (Bezirke)
| Murau (St.) | Murtal (St.)                                | Voitsberg (St.)        |
| St. Veit    | Kompassrose, die auf Nachbargemeinden zeigt | Deutschlandsberg (St.) |
|             | Völkermarkt                                 | Slowenien              |

## Angehörige Gemeinden
Der Bezirk Wolfsberg umfasst neun Gemeinden, darunter drei Städte und vier Marktgemeinden. In Klammern stehen die Einwohnerzahlen vom 1. Jänner 2024.

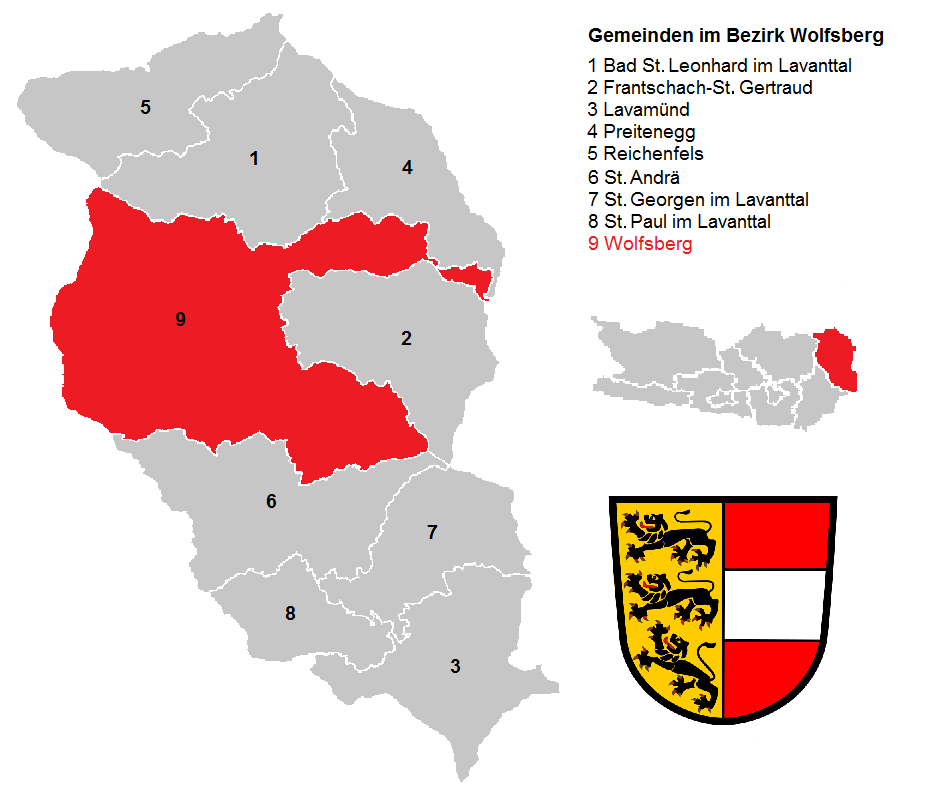

| Gemeinde                      | slowenisch | Lage | Ew     | km²    | Ew / km² | Gerichtsbezirk | Region    | Typ             | Metadaten         |
| ----------------------------- | ---------- | ---- | ------ | ------ | -------- | -------------- | --------- | --------------- | ----------------- |
| Bad St. Leonhard im Lavanttal |            |      | 4.265  | 111,82 | 38       | Wolfsberg      | Lavanttal | Stadt- gemeinde | Gem.Kennz.: 20901 |
| Frantschach-St. Gertraud      |            |      | 2.428  | 100,97 | 24       | Wolfsberg      | Lavanttal | Markt- gemeinde | Gem.Kennz.: 20905 |
| Lavamünd                      | Labot      |      | 2.787  | 93,80  | 30       | Wolfsberg      | Lavanttal | Markt- gemeinde | Gem.Kennz.: 20909 |
| Preitenegg                    |            |      | 895    | 68,34  | 13       | Wolfsberg      | Lavanttal | Gemeinde        | Gem.Kennz.: 20911 |
| Reichenfels                   |            |      | 1.720  | 87,21  | 20       | Wolfsberg      | Lavanttal | Markt- gemeinde | Gem.Kennz.: 20912 |
| St. Andrä                     | Šentandraž |      | 9.841  | 113,47 | 87       | Wolfsberg      | Lavanttal | Stadt- gemeinde | Gem.Kennz.: 20913 |
| St. Georgen im Lavanttal      |            |      | 1.913  | 72,38  | 26       | Wolfsberg      | Lavanttal | Gemeinde        | Gem.Kennz.: 20914 |
| St. Paul im Lavanttal         |            |      | 3.160  | 47,34  | 67       | Wolfsberg      | Lavanttal | Markt- gemeinde | Gem.Kennz.: 20918 |
| Wolfsberg                     | Volšperk   |      | 25.084 | 278,31 | 90       | Wolfsberg      | Lavanttal | Stadt- gemeinde | Gem.Kennz.: 20923 |

### Gemeindereformen
Einst gab es 32 Gemeinden im Bezirk Wolfsberg. Vor der jüngsten Gemeindereform im Jänner 1973 waren es 23:
| # | Gemeinde heute                | Gemeinde im Jahr 1972 |
| - | ----------------------------- | --- |
| 1 | Bad St. Leonhard im Lavanttal | - Bad St. Leonhard im Lavanttal - Gräbern-Prebl (Teil) - Kliening - Schiefling im Lavanttal                                                                                                  |
| 2 | Frantschach-St. Gertraud      | - Frantschach-St. Gertraud |
| 3 | Lavamünd                      | - Ettendorf (Teil) - Lavamünd |
| 4 | Preitenegg                    | - Preitenegg |
| 5 | Reichenfels                   | - Reichenfels |
| 6 | St. Andrä im Lavanttal        | - Fischering - Granitztal (Teil) - Maria Rojach - Schönweg - St. Andrä - St. Georgen im Lavanttal (Teil) - St. Marein (Teil) - St. Paul im Lavanttal (Teil) - St. Stefan im Lavanttal (Teil) |
| 7 | St. Georgen im Lavanttal      | - Ettendorf (Teil) - St. Georgen im Lavanttal (Teil) |
| 8 | St. Paul im Lavanttal         | - Granitztal (Teil) - St. Paul im Lavanttal (Teil) |
| 9 | Wolfsberg                     | - Gräbern-Prebl (Teil) - St. Margarethen im Lavanttal - St. Marein (Teil) - St. Michael im Lavanttal - St. Stefan im Lavanttal (Teil) - Waldenstein - Wolfsberg                              |

## Bevölkerungsentwicklung
Die Bevölkerungszahl wird voraussichtlich weiter sinken, bis 2030 wird ein Rückgang um über 6 % erwartet. Verursacher sind sowohl das Geburtendefizit als auch die hohe Abwanderungsquote. Besonders auffällig ist dabei die sehr hohe Abwanderungsquote der Altersgruppe 20 bis 34 Jahre.
Das ist erstaunlich, da sowohl die Arbeitslosigkeit niedrig, als auch die Einkommen hoch sind: Die Arbeitslosenquote im Bezirk Wolfsberg war im Jahr 2019 mit 6,2 Prozent weit unter dem Durchschnitt des Bundeslandes Kärnten (8,8 %) und auch unter dem Schnitt von Österreich. Das Brutto-Medianeinkommen liegt mit 2.788 Euro deutlich über dem von Kärnten und auch von Österreich:
| Hier fehlt eine Grafik, die leider im Moment aus technischen Gründen nicht angezeigt werden kann. Wir arbeiten daran! | Hier fehlt eine Grafik, die leider im Moment aus technischen Gründen nicht angezeigt werden kann. Wir arbeiten daran! |

## Wirtschaft
2,3 % der Bevölkerung sind in der Land- und Forstwirtschaft tätig (Primärsektor nach der NACE – Definition). Das ist deutlich über dem Durchschnitt von Kärnten (0,9 %) und Österreich (0,7 %). Noch stärker ausgeprägt ist der Produktionssektor: 42,6 % gegenüber 26,4 % in Kärnten und 25,2 % in Österreich. Entsprechend geringer ist der Anteil im Dienstleistungssektor:

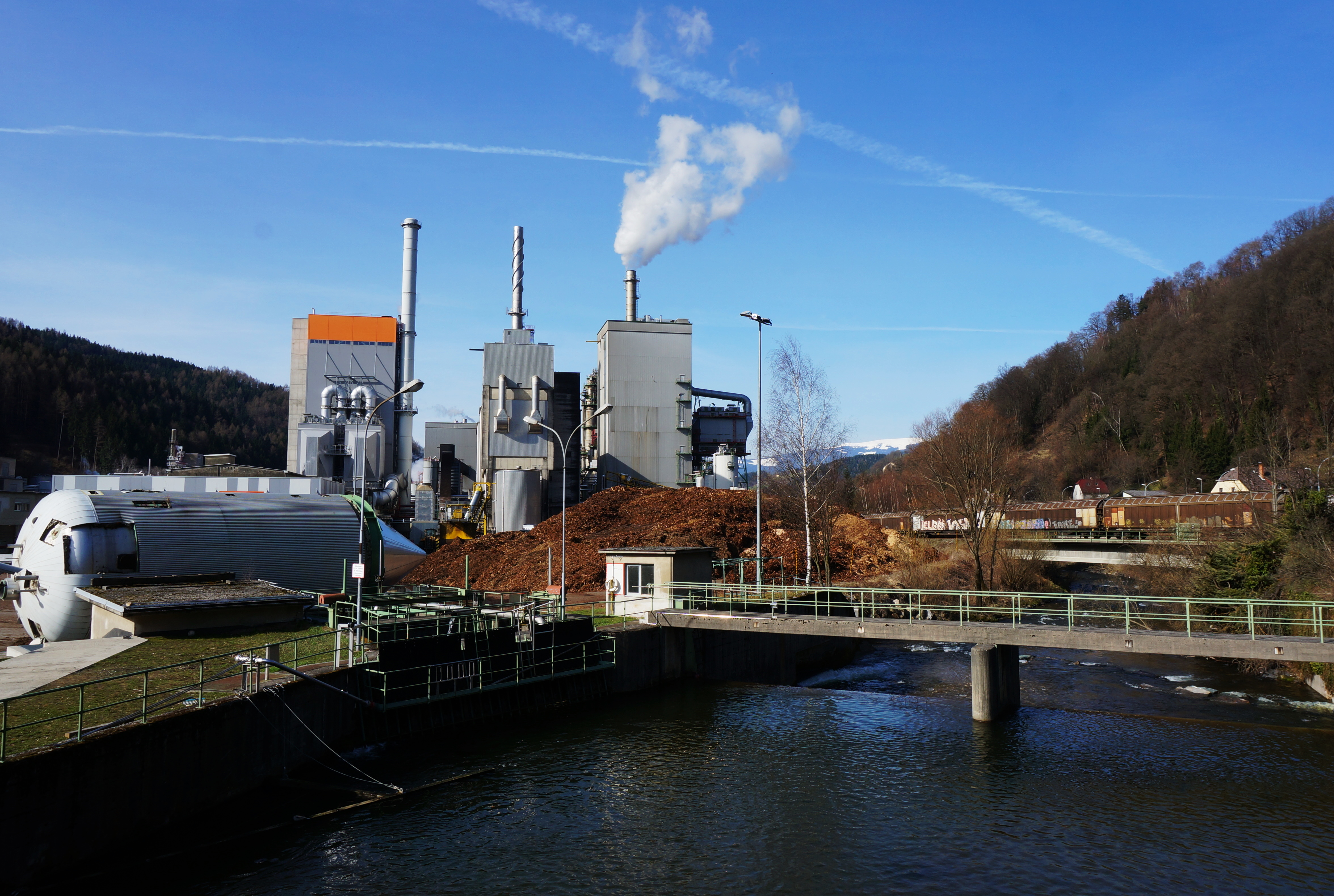
Zellstoff-Fabrik in Frantschach

| Hier fehlt eine Grafik, die leider im Moment aus technischen Gründen nicht angezeigt werden kann. Wir arbeiten daran!Wolfsberg | Hier fehlt eine Grafik, die leider im Moment aus technischen Gründen nicht angezeigt werden kann. Wir arbeiten daran!Kärnten | Hier fehlt eine Grafik, die leider im Moment aus technischen Gründen nicht angezeigt werden kann. Wir arbeiten daran!Österreich |

### Land- und Forstwirtschaft
Die Anzahl der land- und forstwirtschaftlichen Betriebe im Bezirk Wolfsberg sinkt kontinuierlich, die Anzahl ging von 1.955 im Jahr 2006 auf 1.671 Jahr 2017 zurück.
In den Tallagen überwiegt Körnermais-Anbau mit Schweine- und Hühnerzucht. Im unteren Lavanttal gibt es Obstanbau, besonders Äpfel für Most- und Schnapserzeugnisse. 2018 wurden zwei Millionen Kilogramm Obst verarbeitet. In höheren Lagen und auch im oberen Lavanttal überwiegt die Grünlandwirtschaft. Mit 36.528 Tieren hatte der Bezirk im Jahr 2017 den höchsten Rinderbestand in Kärnten. Von recht großer Bedeutung ist auch die Holzwirtschaft mit den großen Fichtenbeständen auf Koralpe und Saualpe. Im Jahr 2017 wurden im Bezirk 227.000 Festmeter Holz verkauft, davon 212.000 Festmeter Nadelholz.

### Produktion
| Die Top-5-Industriebetriebe im Bezirk Wolfsberg sind (Stand 2017): - Steiner Bau GmbH in St. Paul: 600–800 Mitarbeiter, Durchführung von Bauvorhaben in ganz Österreich. - Kostmann GmbH in St. Andrä: Niederlassungen in Österreich, Ungarn, Slowenien, Slowakei und Rumänien, Bauleistungen aller Art. - Mondi Frantschach GmbH in St. Gertraud: Teil der internationalen Mondi Group, Kraft-Sackpapier-Herstellung. - SCHWING GmbH in St. Stefan: Stahlbau und Zylinderfertigung. - Geislinger GmbH in Bad St. Leonhard: Zentrale in Salzburg, Erzeugung von Kupplungen und Schwingungsdämpfern. Daneben gibt es eine große Anzahl von holzverarbeitenden Betrieben (Sägewerke, Pellets-Hersteller, Tischlereien) sowie Österreichs größten Harmonika-Hersteller in Bad St. Leonhard. | Hier fehlt eine Grafik, die leider im Moment aus technischen Gründen nicht angezeigt werden kann. Wir arbeiten daran!Anzahl der Betriebe je Gemeinde |

### Fremdenverkehr

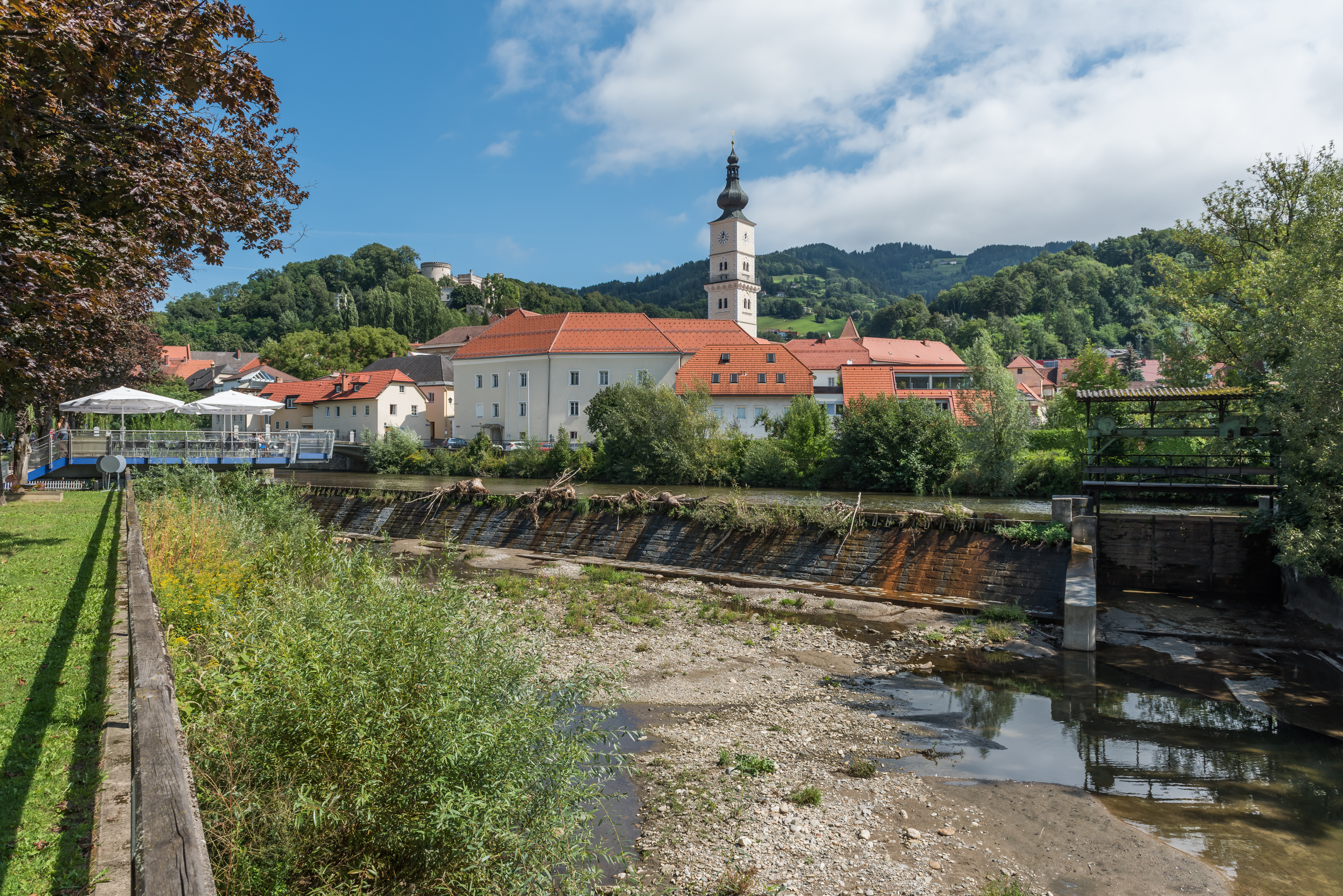
Wolfsberg: Altstadt, Pfarrkirche und Schloss

Die Anzahl der Nächtigungen ist im Vergleich zu den meisten anderen Kärntner Bezirken niedrig. Der Bezirk Wolfsberg verzeichnete im Jahr 2017 insgesamt 320.000 Übernachtungen. Fünf Kärntner Bezirke hatten zwischen einer und zwei Millionen Nächtigungen, der Bezirk Spittal hatte im gleichen Jahr über drei Millionen Nächtigungen.
Übernachtungen im Tourismusjahr 2017 (in Tausend)

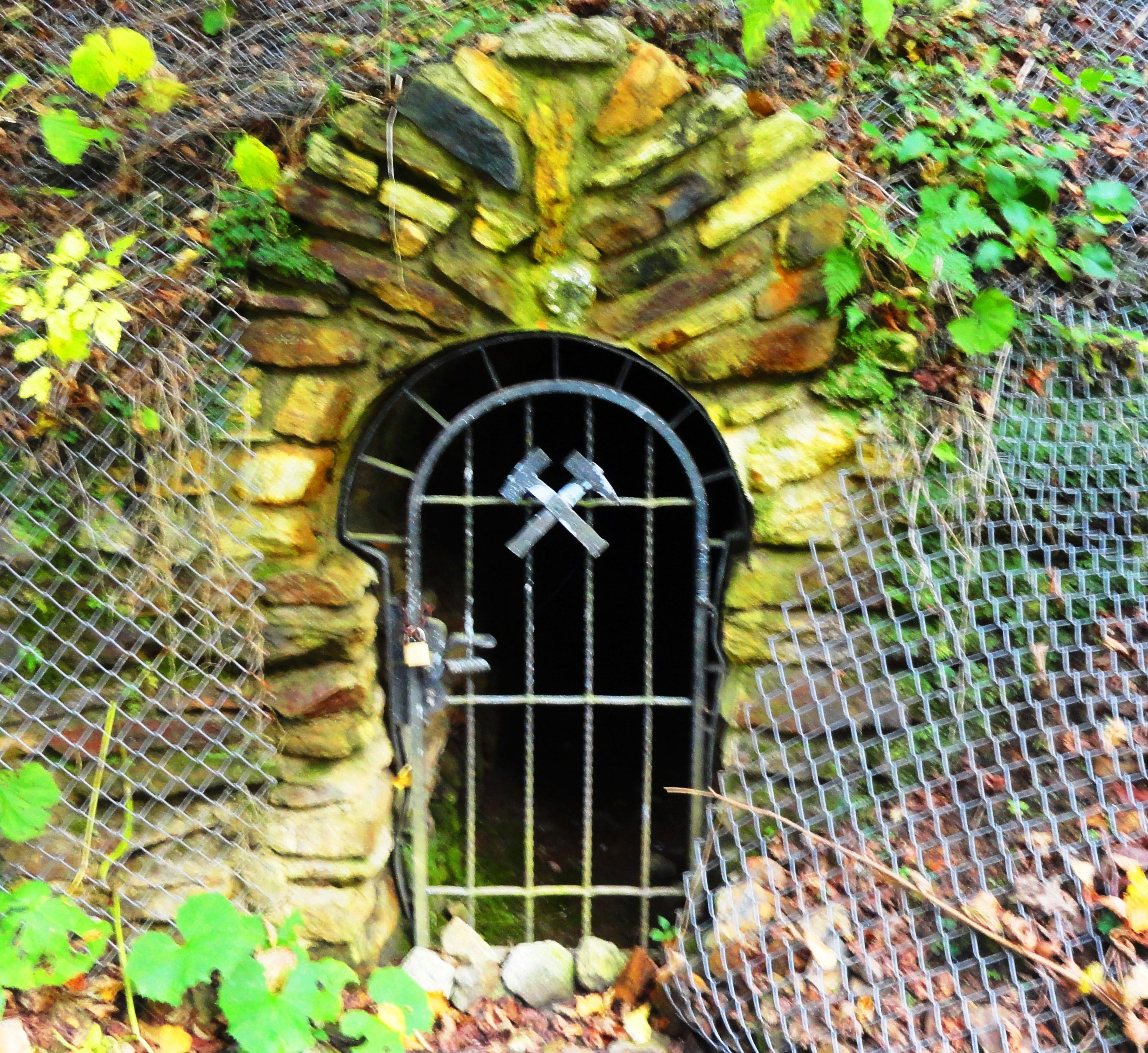
Eisenglimmerbergbau in Waldenstein

### Bergbau
Aktuell wird im Bezirk Wolfsberg Eisenglimmer (Hämatit) bei Waldenstein abgebaut. Hämatit wird vor allem für Korrosionsschutzanstriche verwendet.
Für ein auf der Koralpe liegendes Lithium-Vorkommen werden seit 2016 Probebohrungen durchgeführt. Der kommerzielle Abbau war für 2021 geplant.

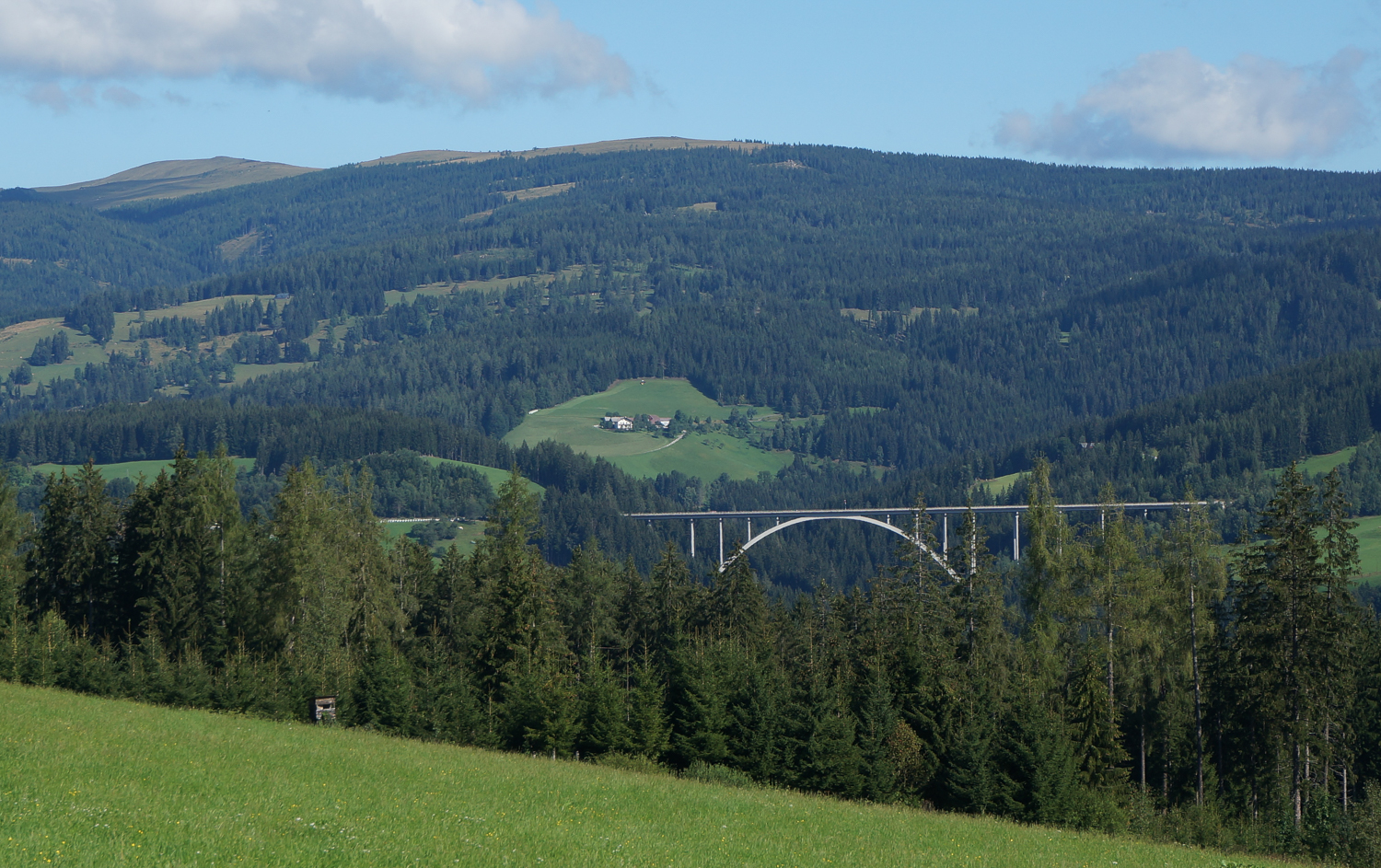
Autobahnbrücke bei Preitenegg

### Infrastruktur / Verkehr
- Eisenbahn: Von der ehemals durchgängig von Zeltweg bis Klagenfurt befahrbaren Bahnlinie wird seit 2010 die Strecke von Zeltweg nach Bad St. Leonhard nur noch von Güterzügen befahren. Seit Ende 2018 ist der Personenverkehr auch zwischen Bad St. Leonhard und Wolfsberg eingestellt.[11]

Beim Neubau der Koralmbahn wurde am 14. August 2018 der Tunnel-Durchschlag gefeiert. Bis zur Fertigstellung wird auch die Anschluss-Strecke nach Wolfsberg elektrifiziert.
- Straße: Die Hauptverkehrsader ist die Südautobahn A2, die von Wien nach Klagenfurt und weiter zur Staatsgrenze nach Italien führt. Sie quert den Bezirk vom Packsattel bis zum Griffner Berg.